# Jean-François Vossen
Jean-François Vossen (Brussel, 5 maart 1893 - Sint-Lambrechts-Woluwe, 24 januari 1974) was een Belgisch secretaris-generaal voor Binnenlandse Zaken.

## Levensloop
Vossen promoveerde tot doctor in de rechten en werd in 1909 ambtenaar bij de administratie van Oorlogsschade. In 1927 werd hij gedetacheerd naar het kabinet van eerste minister Henri Jaspar. In 1928 werd hij juridisch raadgever op het Ministerie van Landbouw. In 1929 werd hij opnieuw op het kabinet van eerste minister Jaspar benoemd, ditmaal als kabinetschef.
In 1931 werd hij bevorderd tot secretaris-generaal op het Ministerie van Binnenlandse Zaken. Hij werd in 1940 geconfronteerd met de moeilijkheden veroorzaakt door de Duitse aanval en de Achttiendaagse Veldtocht. Hij moest het hoofd bieden aan het feit dat ongeveer een derde van de gemeentebestuurders (burgemeesters, schepenen, gemeentesecretarissen en - ontvangers) op de vlucht sloeg en maar langzaam terugkeerde. Hij moest mee beslissen over behoud of afzetting van degenen die hun post verlieten.
In de eerste weken van de bezetting kon hij nog relatief zelfstandig over hun opvolging beslissen. Zo kon hij in Antwerpen de katholieke volksvertegenwoordiger en schepen Leo Delwaide tot burgemeester benoemen. Dit werd snel anders. De bezetter besliste in juli dat voortaan zijn goedkeuring ('Genehmigung') moest verkregen worden, alvorens een benoeming kon gebeuren. Dit betekende dat voortaan voorkeur werd gegeven aan Duitsgezinde kandidaten. Als Vossen ze weigerde, benoemde de bezetter ze onwettelijk en eigenmachtig met de titel van commissaris-burgemeester, zoals hij deed met Hendrik Elias als burgemeester van Gent.
Vossen verzette zich eveneens tegen de fusies van gemeenten die grote agglomeraties moesten tot stand brengen, evenals tegen het instellen van burgemeesters-ambtenaars. 
De stijgende tegenstellingen konden niet lang worden volgehouden en in februari 1941 moest Vossen, vanwege een ambtsverbod hem opgelegd door de Duitsers, ontslag nemen. Zijn adjunct Henri Adam, die hem regelmatig had vervangen tijdens ziekteperioden, kreeg eveneens ambtsverbod. Vossen werd opgevolgd door de Duitsgezinde Gérard Romsée.
Vossen trok zich terug in de luwte en kon na de Bevrijding gedurende korte tijd zijn functie weer opnemen. Hij ontving eretekens vanwege verzetsdaden. Hij werd door een zuiveringscommissie buiten vervolging gesteld voor zijn bestuur tijdens het eerste bezettingsjaar, maar ontving toch een administratieve blaam. Hij bleef ruim dertig jaar van zijn pensioen genieten.
Vossen was getrouwd met Anne-Marie Van Lint (1896-1983).